# Lista de governadores de Delaware
Em política, governador de Delaware é o título dado ao chefe do poder executivo do estado norte-americano de Delaware. esta é uma lista de governadores de Delaware:
| Número | Governador            | Data da posse           | Data da saída          | Partido               | Notas      |
| ------ | --------------------- | ----------------------- | ---------------------- | --------------------- | ---------- |
| 1      | John McKinly          | 12 de fevereiro de 1777 | 12 de setembro de 1777 | sem partido           |            |
| Vago   | Vago                  | 12 de setembro de 1777  | 22 de setembro de 1777 | —                     | [ nota 1 ] |
| 2      | Thomas McKean         | 22 de setembro de 1777  | 20 de outubro de 1777  | sem partido           |            |
| 3      | George Read           | 20 de outubro de 1777   | 31 de março de 1778    | sem partido           |            |
| 4      | Caesar Rodney         | 31 de março de 1778     | 6 de novembro de 1781  | sem partido           |            |
| 5      | John Dickinson        | 6 de novembro de 1781   | 12 de janeiro de 1783  | sem partido           | [ nota 2 ] |
| 6      | John Cook             | 4 de novembro de 1782   | 1 de fevereiro de 1783 | sem partido           | [ nota 2 ] |
| 7      | Nicholas Van Dyke     | 1 de fevereiro de 1783  | 28 de outubro de 1786  | sem partido           |            |
| 8      | Thomas Collins        | 28 de outubro de 1786   | 29 de março de 1789    | sem partido           |            |
| 9      | Jehu Davis            | 29 de março de 1789     | 2 de junho de 1789     | sem partido           |            |
| 10     | Joshua Clayton        | 2 de junho de 1789      | 19 de janeiro de 1796  | Federalista           |            |
| 11     | Gunning Bedford, Sr.  | 19 de janeiro de 1796   | 30 de setembro de 1797 | Federalista           |            |
| 12     | Daniel Rogers         | 30 de setembro de 1797  | 9 de janeiro de 1799   | Federalista           |            |
| 13     | Richard Bassett       | 9 de janeiro de 1799    | 3 de março de 1801     | Federalista           |            |
| 14     | James Sykes           | 3 de março de 1801      | 19 de janeiro de 1802  | Federalista           |            |
| 15     | David Hall            | 19 de janeiro de 1802   | 15 de janeiro de 1805  | Democrata-Republicano |            |
| 16     | Nathaniel Mitchell    | 15 de janeiro de 1805   | 19 de janeiro de 1808  | Federalista           |            |
| 17     | George Truitt         | 19 de janeiro de 1808   | 15 de janeiro de 1811  | Federalista           |            |
| 18     | Joseph Haslet         | 15 de janeiro de 1811   | 18 de janeiro de 1814  | Democrata-Republicano |            |
| 19     | Daniel Rodney         | 18 de janeiro de 1814   | 21 de janeiro de 1817  | Federalista           |            |
| 20     | John Clark            | 21 de janeiro de 1817   | 18 de janeiro de 1820  | Federalista           |            |
| —      | Henry Molleston       | Morreu antes da posse   | Morreu antes da posse  | Federalista           |            |
| 21     | Jacob Stout           | 18 de janeiro de 1820   | 16 de janeiro de 1821  | Federalista           |            |
| 22     | John Collins          | 16 de janeiro de 1821   | 16 de abril de 1822    | Democrata-Republicano |            |
| 23     | Caleb Rodney          | 16 de abril de 1822     | 21 de janeiro de 1823  | Federalista           |            |
| 24     | Joseph Haslet         | 21 de janeiro de 1823   | 20 de junho de 1823    | Democrata-Republicano |            |
| 25     | Charles Thomas        | 23 de junho de 1823     | 20 de janeiro de 1824  | Democrata-Republicano |            |
| 26     | Samuel Paynter        | 20 de janeiro de 1824   | 16 de janeiro de 1827  | Federalista           |            |
| 27     | Charles Polk, Jr.     | 16 de janeiro de 1827   | 19 de janeiro de 1830  | Federalista           |            |
| 28     | David Hazzard         | 19 de janeiro de 1830   | 15 de janeiro de 1833  | Nacional Republicano  |            |
| 29     | Caleb P. Bennett      | 15 de janeiro de 1833   | 9 de maio de 1836      | Democrata             |            |
| 30     | Charles Polk, Jr.     | 9 de maio de 1836       | 17 de janeiro de 1837  | Whig                  |            |
| 31     | Cornelius P. Comegys  | 17 de janeiro de 1837   | 19 de janeiro de 1841  | Whig                  |            |
| 32     | William B. Cooper     | 19 de janeiro de 1841   | 21 de janeiro de 1845  | Whig                  |            |
| 33     | Thomas Stockton       | 21 de janeiro de 1845   | 2 de março de 1946     | Whig                  |            |
| 34     | Joseph Maull          | 2 de março de 1946      | 3 de maio de 1946      | Whig                  |            |
| 35     | William Temple        | 3 de maio de 1946       | 19 de janeiro de 1847  | Whig                  |            |
| 36     | William Tharp         | 19 de janeiro de 1847   | 21 de janeiro de 1851  | Democrata             |            |
| 37     | William H. H. Ross    | 21 de janeiro de 1851   | 16 de janeiro de 1855  | Democrata             |            |
| 38     | Peter F. Causey       | 16 de janeiro de 1855   | 18 de janeiro de 1859  | Americano             |            |
| 39     | William Burton        | 18 de janeiro de 1859   | 20 de janeiro de 1863  | Democrata             |            |
| 40     | William Cannon        | 20 de janeiro de 1863   | 1 de março de 1865     | Republicano           |            |
| 41     | Gove Saulsbury        | 1 de março de 1865      | 17 de janeiro de 1871  | Democrata             |            |
| 42     | James Ponder          | 17 de janeiro de 1871   | 19 de janeiro de 1875  | Democrata             |            |
| 43     | John P. Cochran       | 19 de janeiro de 1875   | 21 de janeiro de 1879  | Democrata             |            |
| 44     | John W. Hall          | 21 de janeiro de 1879   | 16 de janeiro de 1883  | Democrata             |            |
| 45     | Charles C. Stockley   | 16 de janeiro de 1883   | 18 de janeiro de 1887  | Democrata             |            |
| 46     | Benjamin T. Biggs     | 18 de janeiro de 1887   | 20 de janeiro de 1891  | Democrata             |            |
| 47     | Robert J. Reynolds    | 20 de janeiro de 1891   | 15 de janeiro de 1895  | Democrata             |            |
| 48     | Joshua H. Marvil      | 15 de janeiro de 1895   | 8 de abril de 1895     | Republicano           |            |
| 49     | William T. Watson     | 8 de abril de 1895      | 19 de janeiro de 1897  | Democrata             |            |
| 50     | Ebe W. Tunnell        | 19 de janeiro de 1897   | 15 de janeiro de 1901  | Democrata             |            |
| 51     | John Hunn             | 15 de janeiro de 1901   | 17 de janeiro de 1905  | Republicano           |            |
| 52     | Preston Lea           | 17 de janeiro de 1905   | 19 de janeiro de 1909  | Republicano           |            |
| 53     | Simeon S. Pennewill   | 19 de janeiro de 1909   | 21 de janeiro de 1913  | Republicano           |            |
| 54     | Charles R. Miller     | 21 de janeiro de 1913   | 16 de janeiro de 1917  | Republicano           |            |
| 55     | John G. Townsend, Jr. | 16 de janeiro de 1917   | 18 de janeiro de 1921  | Republicano           |            |
| 56     | William D. Denney     | 18 de janeiro de 1921   | 20 de janeiro de 1925  | Republicano           |            |
| 57     | Robert P. Robinson    | 20 de janeiro de 1925   | 15 de janeiro de 1929  | Republicano           |            |
| 58     | C. Douglass Buck      | 15 de janeiro de 1929   | 19 de janeiro de 1937  | Republicano           |            |
| 59     | Richard C. McMullen   | 19 de janeiro de 1937   | 21 de janeiro de 1941  | Democrata             |            |
| 60     | Walter W. Bacon       | 21 de janeiro de 1941   | 18 de janeiro de 1949  | Republicano           |            |
| 61     | Elbert N. Carvel      | 18 de janeiro de 1949   | 20 de janeiro de 1953  | Democrata             |            |
| 62     | J. Caleb Boggs        | 20 de janeiro de 1953   | 30 de dezembro de 1960 | Republicano           |            |
| 63     | David P. Buckson      | 30 de dezembro de 1960  | 17 de janeiro de 1961  | Republicano           |            |
| 64     | Elbert N. Carvel      | 17 de janeiro de 1961   | 19 de janeiro de 1965  | Democrata             |            |
| 65     | Charles L. Terry, Jr. | 19 de janeiro de 1965   | 21 de janeiro de 1969  | Democrata             |            |
| 66     | Russell W. Peterson   | 21 de janeiro de 1969   | 16 de janeiro de 1973  | Republicano           |            |
| 67     | Sherman W. Tribbitt   | 16 de janeiro de 1973   | 18 de janeiro de 1977  | Democrata             |            |
| 68     | Pete du Pont          | 18 de janeiro de 1977   | 15 de janeiro de 1985  | Republicano           |            |
| 69     | Michael N. Castle     | 15 de janeiro de 1985   | 31 de dezembro de 1992 | Republicano           |            |
| 70     | Dale E. Wolf          | 31 de dezembro de 1992  | 19 de janeiro de 1993  | Republicano           |            |
| 71     | Thomas R. Carper      | 19 de janeiro de 1993   | 3 de janeiro de 2001   | Democrata             |            |
| 72     | Ruth Ann Minner       | 3 de janeiro de 2001    | 20 de janeiro de 2009  | Democrata             |            |
| 73     | Jack Markell          | 20 de janeiro de 2009   | 17 de janeiro de 2017  | Democrata             |            |
| 74     | John C. Carney, Jr.   | 17 de janeiro de 2017   | presente               | Democrata             |            |